# Mehinako
De Mehinako, Mehinaku, Mehináku of Meinacos zijn leden van een inheemse groep in de regio rond de bovenloop van de Xingu in het Amazonegebied in Brazilië . Ze spreken een Arawaktaal en anno 2010 wonen zij in het gebied rond de rivieren Tuatuari en Kurisevo. Ze hebben een bevolking van 259 (in 2010) en zijn gegroeid naar 286 (in 2014).
Net als veel andere inheemse stammen hebben de Mehinako geen gedetailleerde, accurate historische verslagen die meer dan een paar generaties teruggaan. Dit maakt het voor antropologen moeilijk om over hun verre verleden iets met zekerheid aan de weet te komen. De oudste nederzetting van de Mehinako waarvan het bestaan bekend is, dateert van rond of vóór 1850, en heette Yulutakitsi. Omdat de gemeenschap van Yulutakitsi niet meer bestaat, is niet bekend wat de exacte locatie van deze nederzetting moet zijn geweest.  
Volgens de Mehinako lagen hun vroegere nederzettingen langs de rivier de Tuatuari, ten noorden van het belangrijkste Aweti-dorp. De Mehinako beweren dat hun oudere dorpen veel groter waren. Dit is aannemelijk; de Mehinako waren in die tijd nog niet blootgesteld aan Europese ontdekkingsreizigers, en daarmee ook niet aan Europese ziekten waar de inheemse bevolking niet immuun voor was en die een massale sterfte veroorzaakten. De nederzettingen kunnen om verschillende redenen verlaten zijn, zoals bodemerosie, binnendringen van blad-etende mierenkolonies, en een stam-taboe met betrekking tot het leven op plaatsen waar veel mensen zijn overleden. 
In 1884, toen de eerste Duitse ontdekkingsreizigers aankwamen bij de bovenloop van de Xingu en de stammen begonnen te documenteren, hadden de Mehinako twee dorpen en een kampeerplaats die alleen gebruikt werden tijdens het droge seizoen. Volgens verschillende antropologen moet het aantal bewoners toen meer dan vier keer zo groot geweest zijn als nu, en de dorpen waarschijnlijk ook veel groter. 
In de jaren 1950 drong een andere Caribische stamgroep, de Ikpeng, het grondgebied van de Mehinako binnen, en verdreef hen naar de Kuluene. Tijdens die invasie werd het Mehinako-stamhoofd gedood door een pijl. Ook een andere Arawakstam, de Yawalapiti, werd verdreven. Deze verhuizing van stammen dwong een politieke verschuiving af in de bovenste Xingu-regio. 
De Yawalapiti gaven de Mehinako een van hun huizen op een locatie met de naam Jalapapuh. Beide stammen kwamen overeen het grondgebied te verdelen langs een pad tussen hun dorp en het nieuwe Mehinako-centrum. Gedurende een decennium ontstonden er verschillende gemeenschappen rond het nieuwe 'centrum', tot een uitbraak van griep en mazelen er in de jaren 60 voor zorgde dat er ongeveer 15 mensen overleden. De Mehinako verplaatsten zich hierop naar een nabijgelegen gebied waar in 1961 het Xingupark (PIX) werd opgericht. De Mehinako verhuisden opnieuw in 1981, maar bleven in het park niet ver van hun oorspronkelijke nederzetting. Door de medische zorgpost in de buurt van hun nieuwe verblijfplaats was er weinig behoefte om terug te gaan naar het land van hun voorouders, hoewel de risico's van binnenvallende Ikpeng tegen die tijd waren verdwenen. 
De Mehinako kennen in hun naakte cultuur geen privacy in hun onderlinge omgang, en leven met elkaar in hoge mate van transparantie. Men woont met tien tot twaalf mensen in hutten zonder binnenmuren. Slapen en seksuele betrekkingen gebeuren dan ook zonder enige afscheiding in het zicht van de overige bewoners. De hutten staan rond een open plek die continu in het zicht is. Ook de gemeenschappelijke latrines waar men meestal samen zijn behoeften deed stonden zonder de minste vorm van enige privacy open en bloot in het zicht van iedereen. Op de spaarzame momenten dat er leden van de gemeenschap aan het zicht onttrokken zijn van de rest, kunnen hun bezigheden waaronder seksuele betrekkingen (stiekem bekeken of zelfs) onderbroken worden door nieuwsgierige medebewoners van de nederzetting, die elkaar op basis van (spoorkennis op) voetafdrukken kunnen traceren. 
De Belo Monte Stuwdam is een voorgestelde waterkrachtcentrale aan de rivier Xingu in de staat Pará, in het midden van het Amazoneregenwoud waar de Mehinako stam zich samen met andere xinguvolken tegen verzet. 